# Favn
Favn (italijansko Faunus) je v rimski mitologiji kralj Lacija. Bil je dobri duh hribov in gora, varuh čred in preroka.
Upodobljen je z rogovi in kopiti.
Favni so bili zaščitniki divjine, v grški mitologiji so bili njim podobni tako imenovani satiri.